# Les préliminaires
Les préliminaires – debiutancki album studyjny belgijskiego muzyka Gandhiego, wydany 1 kwietnia 2008 roku przez KBG i PAFFF Music.

## Produkcja
Utwór „Gandhi” został wyprodukowany przez Stromae’a.

## Lista utworów
Źródło: iTunes
| Nr  | Tytuł                                         | Długość |
| --- | --------------------------------------------- | ------- |
| 1.  | „Gandhi”                                      | 3:42    |
| 2.  | „Gandhi parle trop”                           | 4:02    |
| 3.  | „Ça devient sérieux” (feat. Romano)           | 3:16    |
| 4.  | „Impose le respect”                           | 1:33    |
| 5.  | „Stop” (feat. E.W.B)                          | 6:27    |
| 6.  | „Impossible n’est pas Z”                      | 3:26    |
| 7.  | „On sait qui est qui” (feat. Akc & Prototype) | 3:58    |
| 8.  | „C’qui nous tue”                              | 3:37    |
| 9.  | „Affolant”                                    | 4:23    |
| 10. | „Fais pour ce ness-bi”                        | 3:07    |
| 11. | „Comment ça”                                  | 3:28    |
| 12. | „Faites de l’argent”                          | 4:31    |
| 13. | „Du rythme dans mes poèmes”                   | 4:04    |
| 14. | „Les bras ballants”                           | 2:45    |
| 15. | „6 lettres”                                   | 3:46    |
| 16. | „Vous êtes habitués”                          | 4:25    |
| 17. | „N***o”                                       | 3:42    |
| 18. | „Tire sur nous” (feat. Six)                   | 3:25    |
| 19. | „Un coucou”                                   | 6:10    |
| 20. | „Blood” (feat. Despo Rutti)                   | 3:40    |